# Carinthia VII
Die Carinthia VII ist eine Megayacht. Sie belegt Platz 69 der Liste der längsten Motoryachten der Welt. Die Carinthia VII fährt unter der Flagge der Marshallinseln. Die Yacht befand sich bis zu deren Tod im Juni 2022 im Besitz der österreichischen Kaufhauserbin Heidi Horten und wurde im September 2022 verkauft.

## Geschichte
Die Carinthia VII wurde im Auftrag von Heidi Horten von dem britischen Designer Tim Heywood entworfen und unter dem Namen "Projekt Fabergé" bei der deutschen Lürssen-Werft in Bremen gebaut. Horten selbst war an dem Innendesign und der Einrichtung der Yacht beteiligt. Die Carinthia VII ersetzte die ebenfalls bei Lürssen im Jahr 1973 gebaute, 71 m lange, von Jon Bannenberg gestaltete Carinthia VI (anderer Name: The One). Die Vorgängerin der Carinthia VI war die 1971 bei ihrer ersten Reise bei Kefalonia auf Riff gelaufene und gesunkene Carinthia V. Die Baukosten betrugen geschätzte 100 Millionen Euro. Ihr Liegehafen war Port Vauban in Antibes am Quai de la Grande Plaisance, danach in Venedig. Anfangs war die Yacht in Österreich, ab 2013 in Malta und ab 2022 auf den Cayman Islands registriert. Seit 2023 ist die Carinthia VII auf den Marshallinseln registriert. (Stand: Februar 2024)
Im April 2022 wurde die Carinthia VII für 120 Millionen Euro bei Fraser zum Verkauf angeboten und im September für eine ungenannte Summe verkauft. Der letzte bekannte Verkaufspreis waren 95 Millionen Euro. Die Carinthia VII wurde 2023 nach einer umfassenden Überholung auf der Monaco Yacht Show ausgestellt.

## Technik und Ausstattung
Die aus Stahl gefertigte Carinthia VII mit Aluminiumaufbauten hat eine Länge von 97,20 m, eine Breite von 16,00 m und einen Tiefgang von 4,80 m. Sie ist mit 3.642 BRZ vermessen. Die Motorenanlage besteht aus vier Dieselmotoren des Typs MTU 1163 mit einer Leistung von je 7025 kW (9.925 PS). Die Höchstgeschwindigkeit liegt bei 26 Knoten (ca. 48 km/h). Am Bug des Schiffes befindet sich ein Hubschrauberlandeplatz. Die Yacht bietet Platz für 12 Gäste und 33 Crewmitglieder. Sie verfügt unter anderem über ein klimatisiertes Fitnessstudio, ein Schwimmbad und ein Spa- und Wellnessbereich. Die Yacht wurde 2023 bei Lürssen generalüberholt, unter anderem um den Charter Ansprüchen gerecht zu werden. Bizzozero Cassina Architects waren für das Design verantwortlich.